# Chelonus luteipalpis
Chelonus luteipalpis är en stekelart som först beskrevs av Vladimir Ivanovich Tobias 1994. Chelonus luteipalpis ingår i släktet Chelonus och familjen bracksteklar. Inga underarter finns listade i Catalogue of Life.